# Amomum petaloideum
Amomum petaloideum là một loài thực vật có hoa trong họ Gừng. Loài này được Shao Quan Tong mô tả khoa học đầu tiên năm 1985 dưới danh pháp Paramomum petaloideum. Năm 1997, Te Ling Wu chuyển nó sang chi Amomum.

## Phân bố
Loài này có ở Vân Nam, Trung Quốc và miền bắc Lào (tỉnh Luangnamtha). Tên gọi trong tiếng Trung là 宽丝豆蔻 (khoan ti đậu khấu), nghĩa là đậu khấu tơ rộng. Rừng thường xanh, trên đá vôi, rừng thưa, trên đồi dốc với đất lẫn đá, cao độ 447–452 m (1.466-1.811 ft).

## Mô tả
Cây thân thảo mọc thành cụm, cao ~2 m, 5–10 thân giả mỗi cụm; thân rễ đường kính ~1-1,5 cm, màu đỏ rồi xanh lục, xù xì; rễ cọc ~10-15 × 0,5 cm, màu nâu ánh đỏ sẫm; khoảng các giữa các thân giả ~10 cm, vảy hình ống, ít nhất là tại gốc, dài 1–2,5 cm, màu đỏ rồi nâu sẫm, như da, có sọc, mặt ngoài có lông, đỉnh nhọn. Thân giả với ~5–7 lá mỗi thân giả, hơi phình ra ở gốc, đường kính 1–1,5 cm, màu đỏ rồi xanh lục, có sọc, nhẵn nhụi, mặt ngoài có mắt lưới rõ rệt, mặt trong lục xám, nhẵn, bóng; lưỡi bẹ hình trứng, hai thùy, dài 0,5–1 cm, như da, mặt ngoài có lông, xù xì, đỉnh nhọn; cuống lá dài 5–15 cm, có rãnh, có sọc, nhẵn nhụi; phiến lá hình elip-thuôn dài, 25–80 × 9–15 cm, thô nhám, nhẵn nhụi, gốc thon nhỏ dần, đỉnh hình đuôi, gân chính nổi rõ phía dưới, gân phụ nổi rõ cả hai mặt. Cụm hoa sinh ra gần gốc của thân giả, ~2–4 mỗi thân giả; phần mang hoa hình elipxoit, đường kính ~10 × 6 cm, chỉ 1 hoa nở một lúc; cuống cụm hoa ~5 × 1 cm, màu đỏ, có sọc, nhẵn nhụi; vảy từ hình trứng đến hình trứng rộng, 2–2,5 × 1–1,5 cm, màu ánh đỏ, như da cứng, có sọc, mặt ngoài xù xì, có lông, đỉnh nhọn, mép có lông rung; lá bắc rộng hình trứng, 3,5–4 × 1,8–2 cm, màu xanh lục ánh đỏ với rìa màu xanh lục, như da, có gờ, đối diện một hoa, nhẵn nhụi trừ mặt ngoài xù xì với lông ngắn phía trên, mặt trong có gờ, đỉnh nhọn với cựa dày, nhọn, dài ~0,3 cm, mép có lông rung về phía đỉnh, như giấy rồi rữa sớm; lá bắc con hình mác-thuôn dài, với một răng, 1,8–2 × 0,5 cm, màu nâu nhạt, có màng, mỏng và trong suốt, chỉ có lông ở đỉnh nhọn. Đài hoa hình ống, 3 răng, 2-2,2 × 0,2-0,5 cm, màu nâu nhạt, có màng, nhẵn nhụi trừ có lông ở trên; ống đài hoa dài ~1-1,2 cm; răng lớn hơn ~1 cm, răng ngắn hơn dài ~0,1 cm, đỉnh hình đuôi. Tràng hoa màu trắng ánh hồng, dài 3,5–4 cm, mặt ngoài xù xì với lông ngắn, mặt trong xù xì ở gốc, có lông măng ở trên, ống tràng hoa dài 2-2,2 cm; các thùy bên của tràng hoa 1,5 × 0,5–0,7 cm, có màng; thùy tràng hoa trung tâm 1,5 × 0,8–1 cm, có màng, đỉnh có nắp với cựa dày; cánh môi có vuốt, 2–2,5 × 1,5–2 cm, màu trắng trừ sọc trung tâm màu vàng và sọc gồm các chấm đỏ nhỏ ở gốc, các gân trong suốt tỏa ra tới mép, có màng với gờ trung tâm như da dày, nhẵn nhụi, đỉnh thuôn tròn, mép gợn sóng; không nhị lép bên. Chỉ nhị dày, như da, dẹt, dài 0,5 cm, mặt xa trục nhẵn nhụi, mặt gần trục có lông, màu đỏ; bao phấn hình elipxoit, 0,5 × 0,5 cm, mặt xa trục nhẵn nhụi, mặt gần trục có lông, màu đỏ; mào bao phấn nguyên, nhọn, dài 0,3 cm, màu trắng, nhẵn nhụi. Đầu nhụy thuôn tròn, nhẵn nhụi, đỉnh nguyên; vòi nhụy nhẵn nhụi; các tuyến trên bầu thuôn dài, dài 0,3 cm, nhẵn nhụi; bầu nhụy đường kính 0,3 cm, nhẵn, có gờ hoặc có cánh ở đỉnh, nhẵn nhụi; noãn tròn, ~10 mỗi ngăn; không thấy quả và hạt.
Trong mô tả ban đầu về chi đơn loài Paramomum, Tong (1985) đã so sánh chi mới của mình với Costus. Tuy nhiên, kiểu phát triển và tất cả các đặc trưng của P. petaloideum liên kết nó với Amomum. Là cây thân thảo mọc thành cụm với rễ cọc, lá xếp thành hai dãy, có mào bao phấn, đầu nhụy không phân nhánh. Các đặc trưng này đã khiến Wu (1997) công bố tổ hợp tên gọi mới trong Amomum.
Các đặc điểm chẩn đoán chính của loài này là: có rễ cọc, chồi non màu ánh đỏ và có mắt lưới rõ rệt, cụm hoa sền sệt với các lá bắc hình trứng rộng, lá bắc như da có đỉnh nhọn với cựa dày và nhọn. Amomum petaloideum tương tự như A. pierreanum ở lá bắc của nó, nhưng có thể phân biệt rõ ràng bởi hoa màu trắng, chỉ nhị dày, như da, màu đỏ và mào bao phấn nhọn.